# Samoa Joe

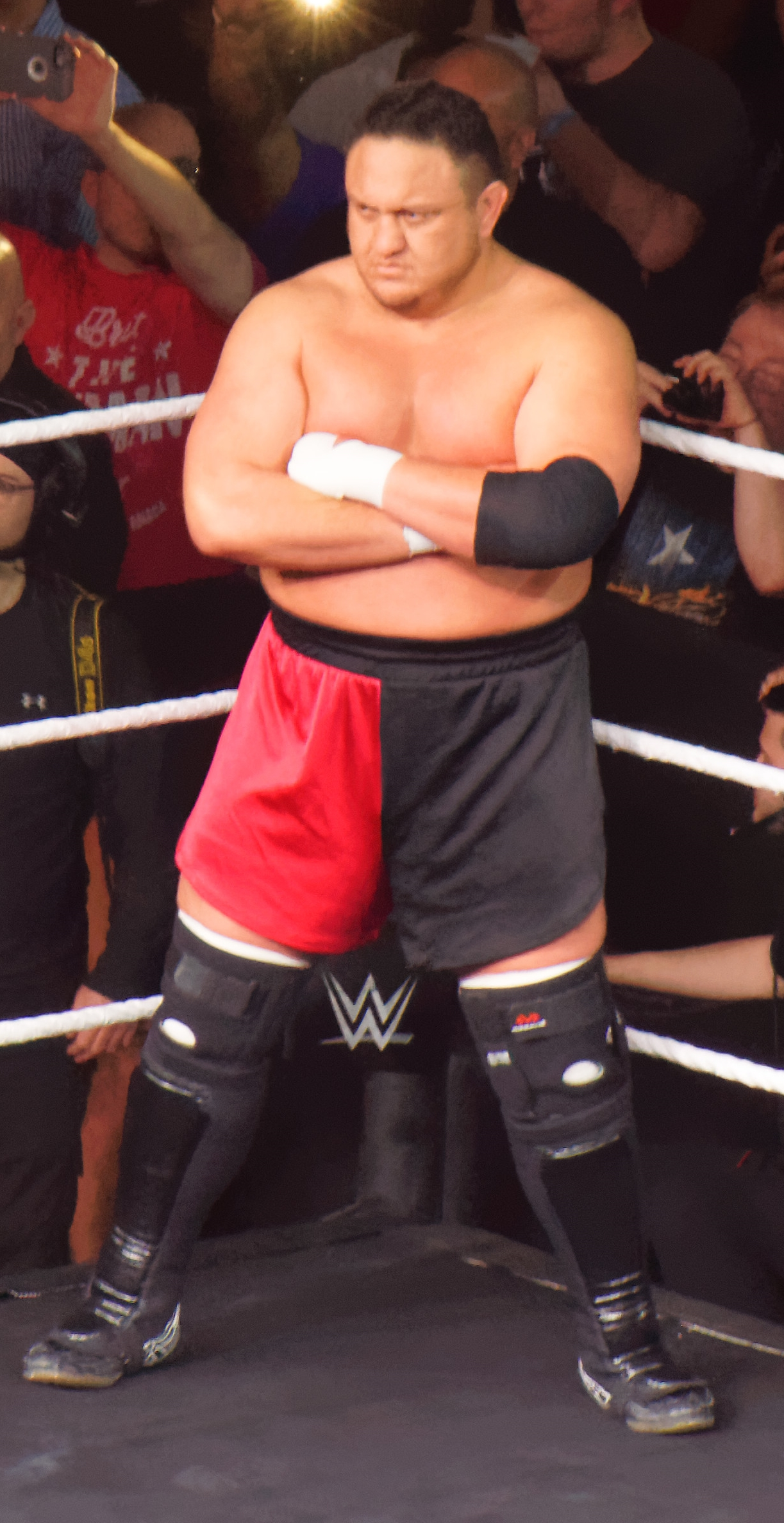
Joe, NXT TakeOver: Dallas, 2016

Nuufolau Joel Seanoa, ismertebb nevén Samoa Joe (1979. március 17. –) amerikai profi birkózó, profi pankrátor. 2002-ben a Ring of Honor (ROH) nevű szervezethez került, ahol a ROH világbajnoki címet rekord ideig, csaknem 21 hónapig birtokolta. 2005-ben a Total Nonstop Action Wrestling (TNA)-hoz került, ahol a TNA világbajnoki címet egyszer, a TNA X Division bajnoki címet ötször, a TNA Tag Team világbajnoki címet kétszer, és a TNA Television bajnoki címet egyszer szerezte meg. 2015 májusában debütált a WWE fejlődési területén, az NXT-ben, ahol kétszer szerezte meg az NXT bajnoki címet. Jelenleg az AEW-val áll szerződésben.

## Eredményei
World Wrestling Entertainment
- WWE NXT Championship (2x)
  - 2016. április 21.: Legyőzte Finn Bálor-t egy House show-n.
  - 2016. november 19.: Legyőzte Shinsuke Nakamura-t az NXT TakeOver: Toronto-n.

United Independent Wrestling Alliance
- UIWA Tag Team Championship (2x)

Total Nonstop Action Wrestling
- TNA Television Championship (1x)
- TNA World Heavyweight Championship (1x)
- TNA World Tag Team Championship (2x) – Csapattársai: himself (1x) és Magnus (1x)
- TNA X Division Championship (5x)

Ring of Honor
- ROH Pure Championship (1x)
- ROH World Championship (1x)

Pro Wrestling Noah
- GHC Tag Team Championship (1x) – Csapattársa: Magnus

Pro Wrestling Zero-One
- NWA Intercontinental Tag Team Championship (1x) – Csapattársa: Keiji Sakoda

Ultimate Pro Wrestling
- UPW Heavyweight Championship (1x)
- UPW No Holds Barred Championship (1x)

Pro Wrestling Illustrated
- PWI közönség rangsor szerint a 4. helyet érte el az 500-ból. (2006, 2008)
- Az Év Viszálya (2007) - (Kurt Angle-el.)
- Az Év legnépszerűbb pankrátora (2006)

## Bevonuló zenéi
- Faith No More és Boo-Yaa T.R.I.B.E. - "Another Body Murdered" (ROH)
- LL Cool J - "Mama Said Knock You Out" (ROH)
- Jadakiss - "The Champ is Here" (ROH)
- Dale Oliver - "Crush You Up" (TNA)
- Dale Oliver - "On Fire" (TNA)
- Dale Oliver  - "Nation of Violence" (TNA)
- Dale Oliver  - "Main Event Mafia" (TNA; The Main Event Mafia)
- MVP és Jess Jamez - "The Anthem" (TNA; The Beat Down Clan)
- Adam Gubman - "Tap Out" (ROH)
- CFO$ - "Destroyer" (NXT/WWE; 2015. május 20-tól – napjainkig)

## Magánélete
Seanoa 2007. július 27-én házasodott össze. Több pankrátorral ápol közeli barátságot, mint például CM Punk, Homicide, Christopher Daniels, AJ Styles, Rob Van Dam. Joe több alkalommal megjelent Van Dam internetes valóságshowjában, az RVD TV-ben.

## Fordítás
Ez a szócikk részben vagy egészben  a   Samoa_Joe című angol Wikipédia-szócikk fordításán alapul.  Az eredeti cikk szerkesztőit annak laptörténete sorolja fel. Ez a jelzés csupán a megfogalmazás eredetét és a szerzői jogokat jelzi, nem szolgál a cikkben szereplő információk forrásmegjelöléseként.